# 1983年鐵路
此條目列出1983年發生有關鐵路運輸的事件。

## 事件

### 1月
- 1月1日：大都會運輸署與康涅狄格州運輸部（英语：Connecticut Department of Transportation）共同設立大都會北方鐵路[1]。
- 1月1日：焦柳鐵路全線通車[2]。
- 1月2日：加拉加斯地鐵首段通車[3]。

### 2月
- 2月1日：九廣鐵路局改制為九廣鐵路公司。
- 2月8日：大阪市營地下鐵谷町線由守口站延長至大日站。
- 2月27日：芝加哥地鐵藍線第一階段啟用。

### 3月
- 3月22日：福岡市地下鐵1號線分別由室見站延長至姪濱站，以及由中洲川端站延長至博多站（臨時站）。同時開始與國鐵筑肥線直通運行。

### 4月
- 4月7日：九廣鐵路英段的新大埔墟車站啟用，舊大埔墟車站改建為鐵路博物館。三日後和合石支線停運。
- 4月25日：里爾地鐵通車，以無人駕駛營運[2]。
- 4月30日：華盛頓地鐵黃線通車。

### 5月
- 5月2日：九廣鐵路英段（現為東鐵綫）來往沙田車站至大埔墟車站的複線電氣化工程完工。

### 6月
- 6月17日：神戶市營地下鐵山手線由新長田站延長至大倉山站。
- 6月24日：營團地下鐵（現東京地下鐵）有樂町線由池袋站延長至營團成增站。

### 7月
- 7月5日：中央本線綠湖站支線通車。
- 7月16日：九廣鐵路英段（現為東鐵綫）全線電氣化。

### 9月
- 9月16日：首爾地鐵2號線乙支路入口站至聖水站間通車，同時新設洞站至聖水站間分拆成聖水支線。
- 9月25日：法國高速鐵路東南線全線通車。

### 10月
- 10月1日：西武有樂町線通車，並與營團地下鐵（現為東京地下鐵）有樂町線直通運行。
- 10月23日：白糠線停運。

### 11月
- 11月8日：莫斯科地鐵謝爾普霍夫－季米里亞澤夫線通車。
- 11月21日：巴爾的摩地鐵通車。

### 12月
- 12月17日：首爾地鐵2號線由首爾教育大學站延長至首爾大學站。
- 12月21日：墨西哥城地鐵6號線通車。
- 12月22日：埼玉新都市交通伊奈線通車，來往大宮站至羽貫站。
- 12月23日：都營地下鐵都營新宿線由東大島站延長至船堀站。